# Подсказка
Подска́зка (англ. tooltip, hint) — элемент графического интерфейса, служит дополнительным средством обучения пользователя.
Типы подсказок:

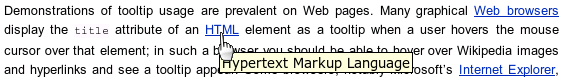
Типичный пример использования всплывающей подсказки

- всплывающая подсказка — появляется при подведении курсора к интересующему объекту или в случае недопустимого действия (например, ввода текста вместо числа). В случае редакторов с автодополнением всплывающие подсказки могут появляться при вводе названий функций и переменных, указывая их характеристики (тип, прототип, количество и тип аргументов и т. д.);
- подсказка при запуске — появляющееся после запуска программы окно, демонстрирующее краткий текст по необычным или нестандартным возможностям программы. Обычно при каждом запуске текст меняется, позволяя пользователю изучать возможности программы «походя». В ряде случаев появление окна с текстом, требующим особых действий для закрытия, может расцениваться пользователями как раздражающее;
- контекстная — в некоторых типах интерфейсов командной строки — появляющаяся при вводе команды и вопросительного знака, при этом введённый текст не исчезает, а подсказка появляется над введённым текстом, позволяя понять, какие символы следует вводить далее.